# Космос-1601
Космос-1601 је један од преко 2400 совјетских вјештачких сателита лансираних у оквиру програма Космос.
Космос-1601 је лансиран са космодрома Тјуратам, Бајконур, СССР, 27. септембра 1984. Ракета-носач Р-14 Чусоваја (рус. Чусовая) (8К65, НАТО ознака SS-5 Skean) са додатим степеном је поставила сателит у орбиту око планете Земље. 